# 자외선 지수
자외선 지수(ultraviolet index) 또는 UV 지수는 특정 장소와 시간에서 일광화상을 유발하는 자외선(UV) 복사 강도의 국제 표준 측정값이다. 주로 일반인을 대상으로 하는 일별 및 시간별 예보에 사용된다. UV 지수는 개방형 선형 눈금으로 설계되었으며 UV 방사선의 강도에 정비례하고 사람의 피부를 일광화상으로 만드는 요인에 따라 파장을 조정한다. UV 지수의 목적은 적당히 건강에 도움이 되지만 과도하게 일광화상, 피부 노화, DNA 손상, 피부암, 면역억제 및 백내장과 같은 안과적 질환 및 눈 손상을 유발하는 UV 방사선으로부터 사람들이 효과적으로 자신을 보호하도록 돕는 것이다.
이 척도는 1992년 캐나다의 과학자들이 개발한 후 1994년 UN의 세계보건기구와 세계기상기구에서 채택하고 표준화했다. 공중 보건 기관은 사람들이 UV 지수가 3이상일 때 야외에서 상당한 시간을 보내는 경우 자신을 보호(예: 피부에 자외선 차단제를 바르고 모자와 선글라스 착용)할 것을 권장한다.
| 단계      | 지수 | 대책                                                    |
| --------- | ---- | ------------------------------------------------------- |
| 낮음      | ~2   | 안전. 따로 대비하지않아도 무방                          |
| 보통      | 3~5  | 모자, 선글라스 사용 권장                                |
| 높음      | 6~7  | 1-2시간에 피부화상. 긴소매옷과 양산, 자외선 차단제 권장 |
| 매우 높음 | 8~10 | 1시간 내로 피부화상. 한낮에는 외출자제 권장             |
| 위험      | 11+  | 수십 분 정도로 피부화상. 가능한 한 실내활동.            |

## 같이 보기
- 자외선 차단제